# Перепильчинцы
Перепильчинцы (укр. Перепільчинці) — село на Украине, находится в Шаргородском районе Винницкой области.
Код КОАТУУ — 0525386101. Население по переписи 2001 года составляет 1144 человека. Почтовый индекс — 23511. Телефонный код — 4344.
Занимает площадь 17,57 км².

## Религия
В селе действует Свято-Успенский храм Шаргородского благочиния Могилёв-Подольской епархии Украинской православной церкви.

## Адрес местного совета
23511, Винницкая область, Шаргородский р-н, с. Перепильчинцы, ул. Ленина, 1. Тел.: 2-62-45.